# 圣费利乌-德布沙列乌
圣费利乌-德布沙列乌（西班牙語：San Felíu de Buxalleu）是西班牙加泰罗尼亚赫罗纳省的一个市镇。总面积62平方公里，总人口702人（2001年），人口密度11人/平方公里。